# Осада Кадиса
Оса́да Ка́диса — осада крупной испанской военно-морской базы Кадис французской армией с 5 февраля 1810 по 24 августа 1812 года во время Пиренейской войны. После оккупации Севильи Кадис стал центром испанской власти и подвергся нападению французской армии в 70 000 человек под командованием маршалов Викто́ра и Никола Жан-де-Дьё Сульта, что привело к одной из самых важных осад войны. Город защищали 2000 испанских военнослужащих, к которым в ходе осады присоединились ещё 10 000 испанцев, а также британские и португальские войска.
Во время осады, которая длилась два с половиной года, правительство генеральных кортесов в Кадисе (кадисские кортесы) разработало новую конституцию, ограничивающую власть монархии, которая в конечном итоге была отменена Фердинандом VII.
В октябре 1810 года объединённые англо-испанские силы предприняли окончившуюся катастрофой высадку в Фуэнхироле. Вторая попытка была предпринята в Тарифе в 1811 году. Однако, несмотря на фактический разгром французской армии в 15 000—20 000 человек под командованием маршала Виктора в битве при Барросе, осада не была снята.
В 1812 году битва при Саламанке вынудила французские войска отступить из Андалусии из опасения быть отрезанными армиями Коалиции. Это поражение сыграло решающую роль в освобождении Испании от французской оккупации благодаря возможности использовать теперь Кадис в качестве плацдарма для сил Коалиции.

## Предыстория
В начале 19-го века назревала война между французским императором Наполеоном и русским царем Александром I, и Наполеон видел, что победа над ним была в общих интересах Англии и России. Советник Наполеона, герцог де Кадор, рекомендовал закрыть порты Европы для англичан, заявив: «Оказавшись в Кадисе, сир, вы сможете либо разорвать, либо укрепить связи с Россией».
Сульт и его армия вторглись в Португалию в 1809 году, но 12 мая были побеждены Артуром Уэлсли в Порту. Британская и испанская армии продвинулись в материковую часть Испании, однако после поражения Испании в битвах за Оканью и Альба-де-Тормес Уэлсли пришлось отступить в Португалию. К 1810 году война зашла в тупик. Уэлсли укрепил португальские и испанские позиции постройкой линий Торрес-Ведрас, а остальная часть испанских сил отступила, чтобы защитить испанское правительство в Кадисе против андалузской армии Сульта.

## Осада
Порт Кадис был окружен на суше армиями Сульта и Виктора, располагающимися в трёх укрепленных позициях в Чиклане, Пуэрто-Реале и Санта-Марии, расположенных дугой вокруг города. В случае Чиклана между противниками было только болото. Французы сначала отправили посланника с требованием сдаться, но получили отказ. Для начала французы обстреляли крепость Матагорд к северу от Кадиса. Когда форт был практически разрушен, 94-й пехотный полк покинул его. Последним уходил майор Лефебур из корпуса Королевских инженеров, который должен был взорвать мину и окончательно разрушить форт, но он был убит выстрелом из пушки. Теперь французские войска имели доступ к побережью недалеко от Кадиса. В бомбардировке испанского города были задействованы некоторые из крупнейших на тот момент артиллерийских орудий, в том числе Grand Mortars (огромные мортиры), которые были настолько велики, что французам пришлось их бросить при отступлении; они выпускали снаряды на расстояние, немыслимое по тем времена, вплоть до 3 миль (одна из этих мортир был установлен в Сент-Джеймсском парке в Лондоне в качестве подарка англичанам в честь герцога Веллингтона). Французы продолжали бомбардировать Кадис до конца 1810 года, но слишком большая дистанция уменьшала эффект обстрела.
Местность, окружающая укрепления Кадиса, мешала нападению французов; они также страдали от плохого снабжения, особенно боеприпасами, и от партизанских отрядов, нападающих на их тыл и внутренние коммуникации с Андалусией. Очень часто французы были вынуждены посылать конвои в 150—200 человек для охраны курьеров и обозов снабжения. Трудности настолько велики, что один историк пишет:
Французская осада Кадиса была в значительной степени иллюзорной. Не было никакой реальной надежды, что они когда-нибудь займут этот город. Гораздо более реальной была осада, которой французская армия подвергалась в Андалусии. Испанские войска с гор Мурсии постоянно тревожили восточную часть провинции. Их часто побеждали, но они постоянно возрождались. Потрёпанная армия  генерала Бальестероса обычно действовала в самой Андалусии. Сульт неоднократно направлял колонны против него. Но то всё время избегал их... Французское владычество простиралось только  на равнины Гвадалквивира и Севилью.
Французские подкрепления продолжали прибывать до 20 апреля; этому способствовал захват внешнего испанского форта, охранявшего дорогу на Пуэрто-Реаль. Захваченный форт также обеспечил французов выгодной точкой для обстрела кораблей, входящих и выходящих из осажденного испанского порта.
В течение 1811 года армия Виктора постоянно уменьшалась из-за требований Сульта предоставлять ему подкрепления для осады Бадахоса. В результате число французов сократилось до 20-15 000, что побудило защитников Кадиса попытаться прорваться. Вылазка отряда из 4000 испанцев под командованием генерала Хосе де Зайса была намечена одновременно с прибытием англо-испанской армии из 16 000 военнослужащих, которые высадились в 50 милях к югу в Тарифе. Эти англо-испанские силы находились под общим командованием испанского генерала Мануэля Ла Пеньи, а британский контингент возглавлял лейтенант-генерал сэр Томас Грэхэм. 21 февраля 1811 года силы союзников отплыли в Тарифу и 23 февраля высадились в Альхесирасе. В конце концов, идя в направлении Кадиса, 28 февраля они встретили отряд из двух французских дивизий под командованием Виктора возле Барроса. Битва окончилась тактической победой для сил коалиции, но стратегически оказалась безрезультатной.
С апреля по август 1811 года испанцы продолжали совершать вылазки из Кадиса отрядами в 2000-3000 человек. 26 октября британские морские канонерские лодки из Гибралтара разрушили французские позиции у Сент-Мэри, убив командира французской артиллерии Александра-Антуана Юро де Сенармона. Попытка Виктора раздавить небольшой англо-испанский гарнизон в Тарифе за зиму 1811—1812 была сорвана проливными дождями и отчаянной обороной.
22 июля 1812 года Уэлсли одержал тактическую победу над Огюстом Мармоном в Саламанке. 6 августа испанцы, англичане и португальцы вошли в Мадрид и двинулись к Бургосу. Понимая, что его армия находится под угрозой уничтожения, Сульт приказал отступить из Кадиса 24 августа. После ночного артиллерийского обстрела французы намеренно взорвали бо́льшую часть своих 600 орудий, заложив в них слишком много пороха. Силы коалиции захватили много орудий, 30 канонерских лодок и огромное количество складов.

## В литературе
- Осада Кадиса описана в книге «Ярость Шарпа» Бернарда Корнуэлл, в которой Ричард Шарп вынужден помогать защищать город от французов, прежде чем принять участие в битве при Барросе[25].
- Роман Артуро Переса-Реверте «El asedio» — детектив о загадочном убийстве в Кадисе во время осады.

## Рекомендации

### Книги
- Burke, Edmund (1825), The Annual Register, for the year 1810 (2nd ed.), London, pp. 169–174
- Clay, Henry (1963), Papers of Henry Clay: Presidential Candidate, 1821—1824, University Press of Kentucky, ISBN 978-0-8131-0053-1
- Clodfelter, Michael (2002), Warfare and Armed Conflicts: A Statistical Reference to Casualty and Other Figures, 1500—2000, N.C.: Jefferson & London: McFarland, ISBN 978-0-7864-1204-4
- Fremont-Barnes, Gregory (2002), The Napoleonic Wars: The Peninsular War 1807—1814, Osprey Publishing ISBN 978-1-84176-370-5
- Napier, William Francis P. (1840), History of the war in the Peninsula, and in the south of France from 1807 to 1814
- Noble, John (2007), Andalucía, London: Lonely Planet, ISBN 978-1-74059-973-3
- Payne, Stanley G. (1973), A History of Spain and Portugal: Eighteenth Century to Franco. Volume 2. Madison: University of Wisconsin Press .
- Rasor, Eugene L. (2004), British Naval History to 1815: A Guide to the Literature, Westport, Conn.: Praeger, ISBN 978-0-313-30547-4
- Russell, William (1818), Letter XVI: Progress of the War in various Scenes of Action, The History of Modern Europe:... with a continuation terminating at the pacification of Paris, 1815, vol. 7, London, p. 306
- Southey, Robert (1837), History of the Peninsular War, vol. V, J. Murray, pp. 167
- Southey, Robert (1837b), History of the Peninsular War, vol. VI, J. Murray, pp. 68

### Веб-сайты
- Наполеоновский гид Кадис 5 февраля 1810 г. — 24 августа 1812 г. Архивная копия от 6 февраля 2012 на Wayback Machine
- Сент-Джеймсский парк Архивная копия от 3 марта 2016 на Wayback Machine, London Ancestor
- www.guardiasalinera.com Архивная копия от 9 августа 2011 на Wayback Machine, Реконструкция осады Кадиса (1810—2010).